# Riedelia affinis
Riedelia affinis là một loài thực vật có hoa trong họ Gừng. Loài này được Henry Nicholas Ridley miêu tả khoa học đầu tiên năm 1886 dưới danh pháp Alpinia affinis. Năm 1904, Karl Moritz Schumann chuyển nó sang chi Riedelia.

## Phân bố
Loài này được tìm thấy ở cao nguyên Sogeri (Sogere), Papua New Guinea. Mẫu vật điển hình: Số 2 và 58 trong bộ sưu tập của Henry Ogg Forbes (1851-1932) thu thập tháng 10 năm 1885. Lưu ý rằng, Schumann (1904) viết rằng "Neu-Guinea: Holländischer Anteil bei Sogere (Forbes n. 2 u. 58, blühend im Oktober 1885)" là thiếu chính xác (Holländischer Anteil = phần thuộc Hà Lan), do Henry Ogg Forbes đã tiến hành công việc thu thập mẫu vật tại khu vực dãy núi Astrolabe ở đông nam New Guinea, và mẫu thu tại cao nguyên Sogeri gần Port Moresby.